# Pericosmus porphyrocardius
Pericosmus porphyrocardius is een zee-egel uit de familie Pericosmidae.
De wetenschappelijke naam van de soort werd in 1984 gepubliceerd door McNamara.